# Georg von der Decken (General)

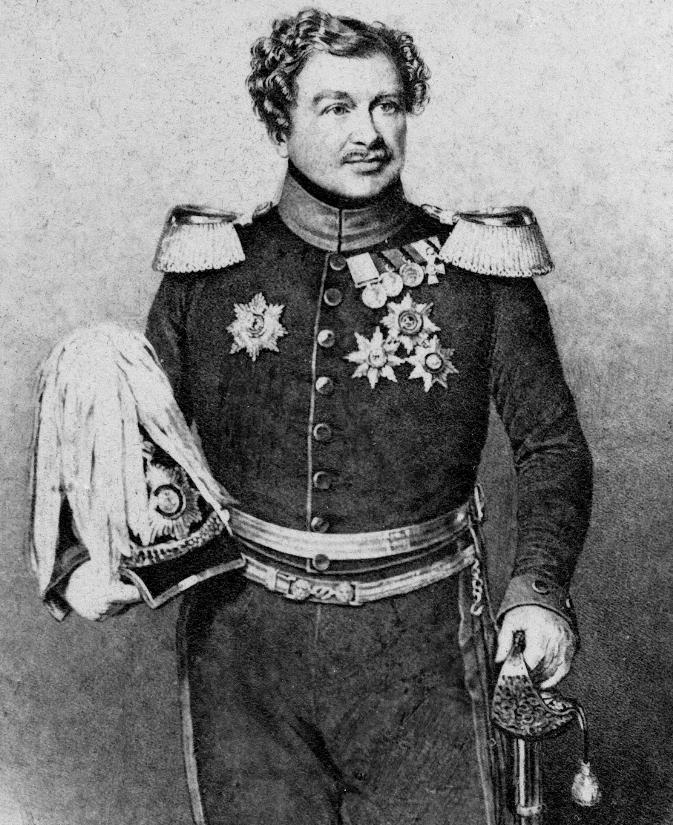
Georg von der Decken, hannoverscher General der Kavallerie

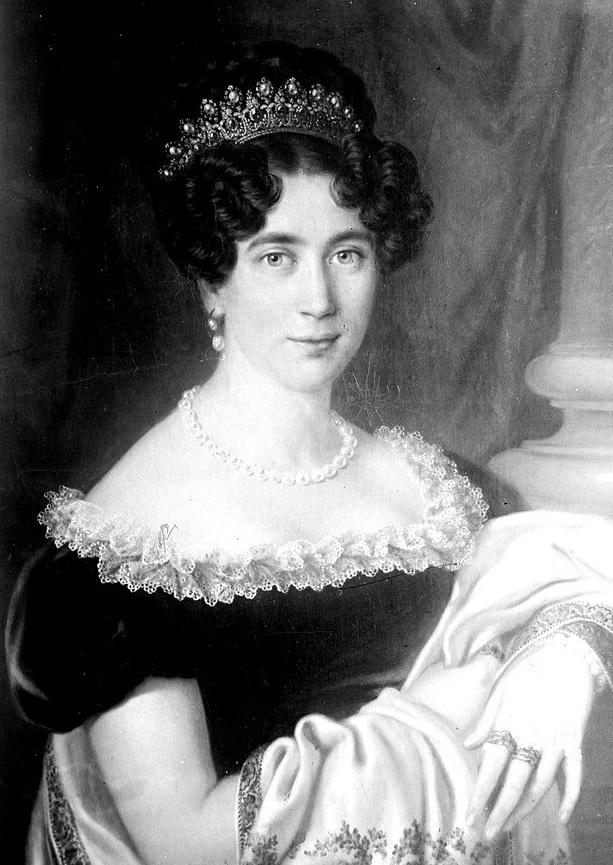
Georgs Gemahlin ist Luise Prinzessin von Hessen Kassel

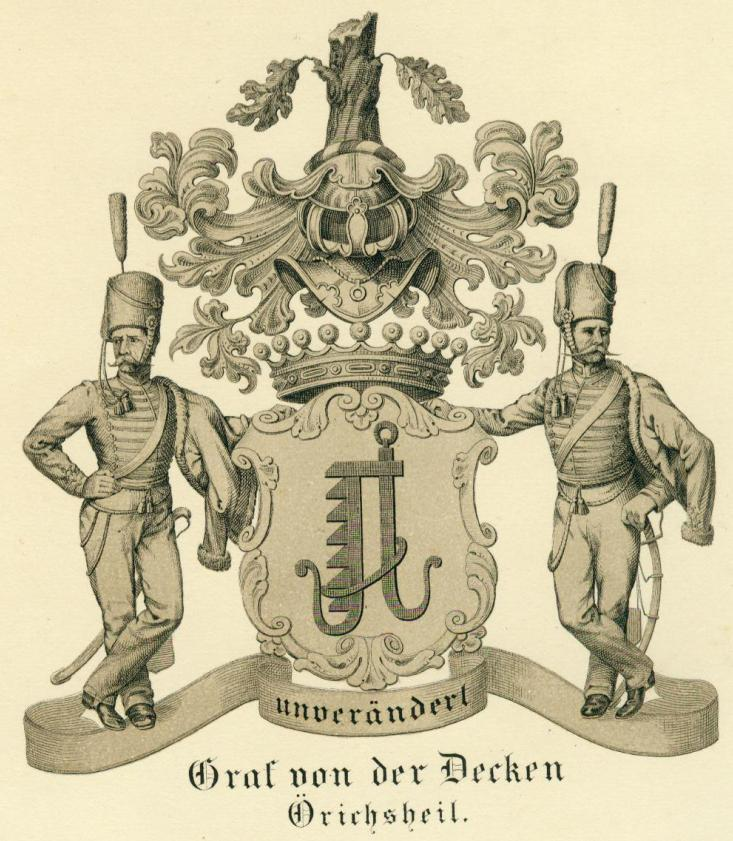
Das Wappen des Grafen Georg von der Decken

Georg Julius Wilhelm Ludwig von der Decken, ab 1835 Graf von der Decken (* 23. November 1787 in Oederquart; † 20. August 1859 in Rumpenheim), war ein hannoverscher General der Kavallerie.

## Leben
Sein Vater war Otto Friedrich von der Decken, Besitzer von Oerichsheil und Holenwisch. Seine Mutter war Sophia Juliane von Goeben, die zweite Ehefrau des Vaters. Georg hatte zwölf Geschwister und fünf Halbgeschwister. Zusätzlich wuchs Georg zusammen mit seinem Vetter Johann Friedrich auf, weil dessen Eltern sich keinen Lehrer für ihre Kinder leisten konnten.

### Karriere
Georg trat 1804 als Fahnenjunker in das 1. leichte Dragoner- (später Husaren-)Regiment der King’s German Legion ein. In diesem Regiment nahm er an den Expeditionen 1805 nach Hannover und 1807 nach Kopenhagen teil. Er kämpfte mit großer persönlicher Auszeichnung von 1809 bis 1814 in Spanien und Portugal, so dass er von Beamish als Lieutenant und Rittmeister wiederholt genannt wird, namentlich im Gefecht bei Barouillet am 10. September 1813, wo er zu Fuß als Volontär Portugiesen führte und verwundet wurde. Eine zweite schwere Wunde erhielt er am 27. Februar 1814 bei Orthez. 1815 focht er bei Waterloo. Ab 1816 war er als Major im Garde-Husaren-Regiment der Hannoverschen Armee, stieg im Januar 1831 zum Oberstleutnant auf und wurde am 1. Februar 1838 zum Regimentskommandeur ernannt. Als Oberst erhielt Decken Anfang Januar 1845 das Kommando über die 1. Kavallerie-Brigade und avancierte in dieser Eigenschaft Anfang Juni 1846 zum Generalmajor. Mit der Beförderung zum Generalleutnant erfolgte am 5. Mai 1851 seine Ernennung zum Generalinspekteur der Kavallerie. Decken wurde am 30. Mai 1855 General der Kavallerie und ein Jahr später auch Mitglied des Staatsrates.

### Familie
Georg von der Decken hatte einen unehelichen Sohn mit dem Namen Georg Wilhelm Decken (* 24. Oktober 1823). Laut Kirchenbuch in Hannover-Hainholz ist die Mutter Marianne Samuel eine Jüdin aus Pyrmont, die als Dienstmagd in Hannover arbeitete.
Georg heiratete 1833 Louise Caroline Marie Friederike von Hessen, eine Tochter Friedrichs III. von Hessen-Kassel-Rumpenheim. Die Ehe blieb kinderlos. Ihre Schwester Auguste von Hessen war verheiratet mit Adolphus Frederick, 1. Duke of Cambridge, der 1831 Vizekönig von Hannover wurde. Der Adjutant und später Oberadjutant von Adolphus Frederick war viele Jahre lang Georgs Vetter, Graf Johann Friedrich von der Decken.
Im Januar 1835 wurde Georg von der Decken in den Grafenstand erhoben.
Graf Georg und seine Frau Luise wurden im Mausoleum bei der Schlosskirche Rumpenheim beigesetzt.